# Диснеевские злодеи
Диснеевские злодеи (англ. Disney Villains) — медиафранчайз The Walt Disney Company, основанный на персонажах из мультипликационных фильмов данной студии. Некоторые из данных персонажей появились в сиквелах, видеоиграх, комиксах, сценических постановках, или игровых адаптациях оригинальных фильмов.

## Официальный список злодеев
Перечисленные здесь персонажи представлены в диснеевских постановках и товарах как «официальные» злодеи.
Основные злодеи
Эти персонажи появляются в самых современных товарах, связанных с диснеевскими злодеями, аттракционами и т. д. Персонажи также известны как «13 отражений зла».
- Королева Гримхильда[3][4][5] («Белоснежка и семь гномов»)
- Чернабог[3][6] («Фантазия»)
- Червонная Королева[3][7] («Алиса в Стране чудес»)
- Капитан Крюк[3][8][9] («Питер Пэн»)
- Малефисента[3][10][11] («Спящая красавица»)
- Стервелла Де Виль[3][12][13] («101 далматинец»)
- Урсула[3][14][15] («Русалочка»)
- Гастон[3][16][17] («Красавица и Чудовище»)
- Джафар[3][18][19] («Аладдин»)
- Бугимэн[2] («Кошмар перед Рождеством»)
- Шрам[3][20][21] («Король Лев»)
- Аид[3][22][23] («Геркулес»)
- Доктор Фасилье[24][25] («Принцесса и лягушка»)

Второстепенные злодеи
Эти персонажи появляются или появлялись во франшизе реже.
- АВТО[26] («ВАЛЛ-И»)
- Амос Слейд[3] («Лис и пёс»)
- Боль и Паник[27][28] («Геркулес»)
- Брюс[29] («В поисках Немо»)
- Волшебное зеркало[27] («Белоснежка и семь гномов»)
- Громоклюв[30] («Хороший динозавр»)
- Джон Сильвер и Скруп[31] («Планета сокровищ»)
- Диабло[27][28] («Спящая красавица»)
- Директор цирка[32] («Дамбо»)
- Дракон[33] («История игрушек 4»)
- Живодэр[34] («Рататуй»)
- Изма[18][35] и Кронк («Похождения императора»)
- Йокаи[35] («Город героев»)
- Капитан Ганту[36] («Лило и Стич»)
- Клейтон[36] («Тарзан»)
- Клод Фролло[3] («Горбун из Нотр-Дама»)
- Король Карамель[37][38] («Ральф»)
- Котелок[39] («В гости к Робинсонам»)
- Кэд Спиннер[36] («Самолёты: Огонь и вода»)
- Лайл Тиберий Рурк[18][40] («Атлантида: Затерянный мир»)
- Леди Тремейн[3][18][40] и Люцифер («Золушка»)
- ЛеФу[27] («Красавица и Чудовище»)
- Лотсо[41] («История игрушек: Большой побег»)
- Мадам Медуза[3][42] («Спасатели»)
- Мадам Мим[6] («Меч в камне»)
- Матушка Готель[28][43][44] и братья Граббингстон[27] («Рапунцель: Запутанная история»)
- Мисс Барашкис[38][45] («Зверополис»)
- Мистер Сми[27][28] («Питер Пэн»)
- Морду[46] («Храбрая сердцем»)
- Персиваль С. Маклич[3][47] («Спасатели в Австралии»)
- Пит[3][48] («Три мушкетёра: Микки, Дональд и Гуфи»)
- Принц Джон[3][29][37], Сэр Хисс[3][29][35] и шериф из Ноттингема[29] («Робин Гуд»)
- Принц Ханс[49] и герцог Варавский[50] («Холодное сердце»)
- Рогатый король[3][23] («Чёрный котёл»)
- Рипслингер[36] («Самолёты»)
- Рэндалл Боггс[51][52] и Генри Джей Водоног[51][53] («Корпорация монстров»)
- Рэтиган[3] («Великий мышиный сыщик»)
- Рэтклифф[3] («Покахонтас»)
- Сайкс[3][54] («Оливер и компания»)
- Серый волк[3][48] («Три поросёнка»)
- Сёстры Сандерсон[55] («Фокус-покус»)
- Сид Филлипс[3][31][56] и Скад[33] («История игрушек»)
- Синдром[57] («Суперсемейка»)
- Старатель[18][33] и император Зург[22][58] («История игрушек 2»)
- Стромболи[3][18], Честный Джон и Гидеон[59] («Пиноккио»)
- Сэр Майлз Карданвал и Профессор Цет[60] («Тачки 2»)
- Таматоа[27][38][54] и Какамора[27] («Моана»)
- Тётя Сара[3], Си и Ам[3][29] («Леди и Бродяга»)
- Флотсам и Джетсам[27][28] («Русалочка»)
- Хоппер[3][30][59] и Мозг[59] («Приключения Флика»)
- Джаспер и Хорас[27] («101 далматинец»)
- Чарльз Ф. Манц[61] («Вверх»)
- Червонный Король[28] и карточные солдаты[27] («Алиса в Стране чудес»)
- Чико Хикс[62] («Тачки»)
- Шань-Ю[3] («Мулан»)
- Эвелин Дэвер[63] («Суперсемейка 2»)
- Шензи, Банзай и Эд[27][28] («Король Лев 3: Хакуна матата»)
- Шер-Хан[3][64][65] и Каа[3][35][64] («Книга джунглей»)
- Эдгар Бальтазар[3][66][67] («Коты-аристократы»)
- Эрнесто де ла Крус[68] («Тайна Коко»)
- Яго[27][28] («Аладдин»)
- Доктор Хомяксвиль («Лерой и Стич»)
- Король Магнифико («Заветное желание»)

## Мерчендайзинг
- Первый магазин, посвящённый Диснеевским злодеям был расположен в Disney's Hollywood Studios и был настолько успешным, что в 1991 году в Диснейленде был открыт второй магазин[69].
- Компания USAopoly выпустила ряд продуктов с участием Диснеевских злодеев. Среди них: настольная игра на основе Монополии под названием «My Disney Villains Monopoly», включающая в себя 30 злодеев (в том числе неофициальных, таких как братья Бигл/братья Гавс, Чеширский кот, Люцифер, Безумный Шляпник и мадам Мим); шашки[70], и коллекционная карточная игра[71].
- Было выпущено несколько книг, посвящённых Диснеевским злодеям. Среди них: «Disney Villains: The Top Secret Files» Джеффа Куртти, «Disney’s The Villains Collection: Stories from the Films» Тодда Страссера, «Disney’s Villains: A Pop-Up Book» от Walt Disney Company и «Disney Villains: The Essential Guide» и «Disney Villains (Ultimate Sticker Books)» от DK Publishing. Кроме них, были выпущены книги-раскраски «Disney Villains: All the Rage» и «Disney Villains Giant Book to Color ~ Diabolical Deeds!».
- Существует дополнительная серия, производная от Диснеевских злодеев — «Диснеевские дивы тьмы» (англ. Disney’s Divas of Darkness, сокращённо «Диснеевские дивы» (англ. Disney Divas) или «DDD»). В её официальный состав входят Злая Королева, Малефисента, Урсула, Круэлла Де Виль и Червонная Королева[72].

## Прочие появления

### Телефильмы
Персонажи франшизы были показаны в нескольких телевизионных фильмах. Первый из них, «Our Unsung Villains», был показан в 1956 году как часть Walt Disney Presents. Волшебное зеркало Злой Королевы вело данное шоу, посвящённое таким Диснеевским злодеям как Серый Вок, Злая Королева и капитан Крюк, а также Братец Лис и Братец Медведь из «Песни юга». В 1977 году, вышла дополненная версия фильма под названием «Disney’s Greatest Villains», включающее Злую Королеву и капитана Крюка вместе с восемью другими персонажами франшизы, а также Мадам Мим из «Меча в камне» и великана Вилли из «Весёлых и беззаботных». Сегменты из этого фильма позже были включены в «A Disney Halloween» 1983 года.

### Disney’s Villains’ Revenge
Disney's Villains’ Revenge — компьютерная игра, выпущенная в 1999 году для PC и Macintosh. Её сюжет повествует о нескольких Диснеевских злодеях (Злой Королеве, Капитане Крюке, Королеве Червей и директоре цирка из «Дамбо»), которые решили изменить истории оригинальных мультфильмов в свою пользу. Задачей игрока является сохранение счастливых окончаний историй.

### Дом злодеев. Мышиный дом
«Дом злодеев. Мышиный дом» (англ. Mickey’s House of Villains) — полнометражный мультфильм, снятый по мультсериалу «Мышиный дом» и выпущенный в 2001 году сразу на видео и DVD. По сюжету Мышиный дом оказывается захвачен Диснеевскими злодеями во главе с Джафаром, Стервеллой Де Виль, капитаном Крюком, Урсулой и Аидом. Положительным персонажам приходится противостоять им, чтобы вернуть Мышиный дом.

### Kingdom Hearts
В серии игр в жанре ролевого боевика Kingdom Hearts Диснеевские злодеи играют важную роль. Во главе с Малифисентой, они являются антагонистами в разных мирах игр. Среди них Королева Червей, Аид, Джафар, Урсула, капитан Крюк, Чернабог, Шань-Ю, Шрам, Злая королева и Леди Тремейн. В Kingdom Hearts II в качестве главного приспешника Малифисенты появляется Пит. В играх встречаются и неофициальные злодеи, такие как: Клейтон и Сабор из «Тарзана», Уги Буги из «Кошмара перед Рождеством», капитан Барбосса из «Пиратов Карибского моря», Master Control Program и Сарк из «Трона», и Ганту из «Лило и Стича».

### Kingdom Keepers
В серии романов «The Kingdom Keepers» Диснеевские злодеи играют роль так называемых «Overtakers».

### Once Upon a Halloween
«Once Upon a Halloween» — полнометражный мультфильм, выпущенный в 2005 году сразу на видео и DVD. По сюжету, в ночь перед Хэллоуином, Злая Королева просит свой котёл показать ей нескольких злодеев, один из которых поможет ей завоевать Хэллоуин. В их числе: Урсула, Капитан Крюк и Изма.

## Отзывы и критика
Возраст большинства Диснеевских злодеев рассматривается как 55 лет и старше. В исследовании, проведённом в университете Бригама Янга было изучено семь десятилетий Диснеевских фильмов, и обнаружено, что 42 % пожилых персонажей изображены в негативном свете. Был сделан вывод, что Дисней может привести к формированию у детей неправильного представления о пожилых людях.
В списке «100 лучших героев и злодеев по версии AFI» Злая королева заняла двенадцатое место, человек из «Бэмби» — двадцатое, Стервелла Де Виль — тридцать девятое.